# Gouvernement Ásgrímsson
République d'Islande
Oddson IV Haarde I
Le gouvernement Ásgrímsson (Ríkisstjórn Halldórs Ásgrímssonar) est le gouvernement de la République d'Islande entre le 15 septembre 2004 et le 5 juin 2006.

## Coalition et historique

### Formation
Dirigé par le nouveau Premier ministre libéral Halldór Ásgrímsson, précédemment ministre des Affaires étrangères, il était soutenu par une coalition gouvernementale de centre droit entre le Parti de l'indépendance (Sja) et le Parti du progrès (Fram), qui détiennent 34 députés sur 63 à l’Althing, soit 53,9 % des sièges.
Il succède au quatrième gouvernement du conservateur Davíð Oddsson, formé en 2003 et soutenu par une coalition identique mais dont le Premier ministre était membre du Sja. Les deux partis de la coalition, au pouvoir depuis 1995, avaient en effet conclu un accord prévoyant le remplacement d'Oddson par Ásgrímsson, président du Fram, en cours de législature.

### Succession
Le mauvais résultat des libéraux aux élections locales du 27 mai 2006 a conduit le Premier ministre à démissionner le 5 juin et céder sa place à Geir Haarde, président du Sja, qui a formé dix jours plus tard son premier gouvernement.

## Composition

### Initiale (15 septembre 2004)
- Les nouveaux ministres sont indiqués en gras, ceux ayant changé d'attributions en italique.

| Fonction                                               | Titulaire | Titulaire                      | Parti |
| ------------------------------------------------------ | --------- | ------------------------------ | ----- |
| Premier ministre                                       |           | Halldór Ásgrímsson             | Fram  |
| Ministre des Finances                                  |           | Geir Haarde                    | Sja   |
| Ministre des Affaires étrangères                       |           | Davíð Oddsson                  | Sja   |
| Ministre des Communications                            |           | Sturla Böðvarsson              | Sja   |
| Ministre du Commerce Ministre de l'Industrie           |           | Valgerður Sverrisdóttir        | Fram  |
| Ministre de l'Éducation                                |           | Þorgerður Katrín Gunnarsdóttir | Sja   |
| Ministre de la Justice et des Affaires ecclésiastiques |           | Björn Bjarnason                | Sja   |
| Ministre de l'Agriculture                              |           | Guðni Ágústsson                | Fram  |
| Ministre de la Pêche                                   |           | Árni Mathiesen                 | Sja   |
| Ministre des Affaires sociales                         |           | Árni Magnússon                 | Fram  |
| Ministre de l'Environnement                            |           | Sigríður Anna Þórðardóttir     | Sja   |
| Ministre de la Santé et de la Sécurité sociale         |           | Jón Kristjánsson               | Fram  |

### Remaniement du 27 septembre 2005
- Les nouveaux ministres sont indiqués en gras, ceux ayant changé d'attributions en italique.

| Fonction                                               | Titulaire | Titulaire                      | Parti |
| ------------------------------------------------------ | --------- | ------------------------------ | ----- |
| Premier ministre                                       |           | Halldór Ásgrímsson             | Fram  |
| Ministre des Finances                                  |           | Árni Mathiesen                 | Sja   |
| Ministre des Affaires étrangères                       |           | Geir Haarde                    | Sja   |
| Ministre des Communications                            |           | Sturla Böðvarsson              | Sja   |
| Ministre du Commerce Ministre de l'Industrie           |           | Valgerður Sverrisdóttir        | Fram  |
| Ministre de l'Éducation                                |           | Þorgerður Katrín Gunnarsdóttir | Sja   |
| Ministre de la Justice et des Affaires ecclésiastiques |           | Björn Bjarnason                | Sja   |
| Ministre de l'Agriculture                              |           | Guðni Ágústsson                | Fram  |
| Ministre de la Pêche                                   |           | Einar Kristinn Guðfinnsson     | Sja   |
| Ministre des Affaires sociales                         |           | Árni Magnússon                 | Fram  |
| Ministre de l'Environnement                            |           | Sigríður Anna Þórðardóttir     | Sja   |
| Ministre de la Santé et de la Sécurité sociale         |           | Jón Kristjánsson               | Fram  |

### Remaniement du 7 mars 2006
- Les nouveaux ministres sont indiqués en gras, ceux ayant changé d'attributions en italique.

| Fonction                                               | Titulaire | Titulaire                      | Parti |
| ------------------------------------------------------ | --------- | ------------------------------ | ----- |
| Premier ministre                                       |           | Halldór Ásgrímsson             | Fram  |
| Ministre des Finances                                  |           | Árni Mathiesen                 | Sja   |
| Ministre des Affaires étrangères                       |           | Geir Haarde                    | Sja   |
| Ministre des Communications                            |           | Sturla Böðvarsson              | Sja   |
| Ministre du Commerce Ministre de l'Industrie           |           | Valgerður Sverrisdóttir        | Fram  |
| Ministre de l'Éducation                                |           | Þorgerður Katrín Gunnarsdóttir | Sja   |
| Ministre de la Justice et des Affaires ecclésiastiques |           | Björn Bjarnason                | Sja   |
| Ministre de l'Agriculture                              |           | Guðni Ágústsson                | Fram  |
| Ministre de la Pêche                                   |           | Einar Kristinn Guðfinnsson     | Sja   |
| Ministre des Affaires sociales                         |           | Jón Kristjánsson               | Fram  |
| Ministre de l'Environnement                            |           | Sigríður Anna Þórðardóttir     | Sja   |
| Ministre de la Santé et de la Sécurité sociale         |           | Siv Friðleifsdóttir            | Fram  |